# アメリカ東部宇宙ミサイルセンター
アメリカ合衆国フロリダ州ケープ・カナベラルのメリット島にあるロケット発射場で構成される施設である。センター内はスペースシャトル等の有人輸送ロケットの打ち上げを実施するフロリダ州ケネディ宇宙センター（KSC、NASA／アメリカ航空宇宙局の所管）及び、アトラスやデルタ等の無人輸送ロケットの打ち上げを実施するケープカナベラル空軍基地（USDoD／アメリカ合衆国・国防総省の所管）で構成される。
イースタンレンジ（The Eastern Range (ER)は、ケープカナベラル宇宙軍基地とケネディ宇宙センターにある2つの主要な発射ヘッドからのミサイルとロケットの発射をサポートするアメリカのロケットレンジ  :5 。この範囲は、ギアナ宇宙センターからのアリアンの打ち上げ、およびワロップス飛行施設やその他のリード範囲からの打ち上げもサポートしている  :7この範囲では、NASAがWallopsとKSCで運用している計装も使用している  :12。

## 歴史

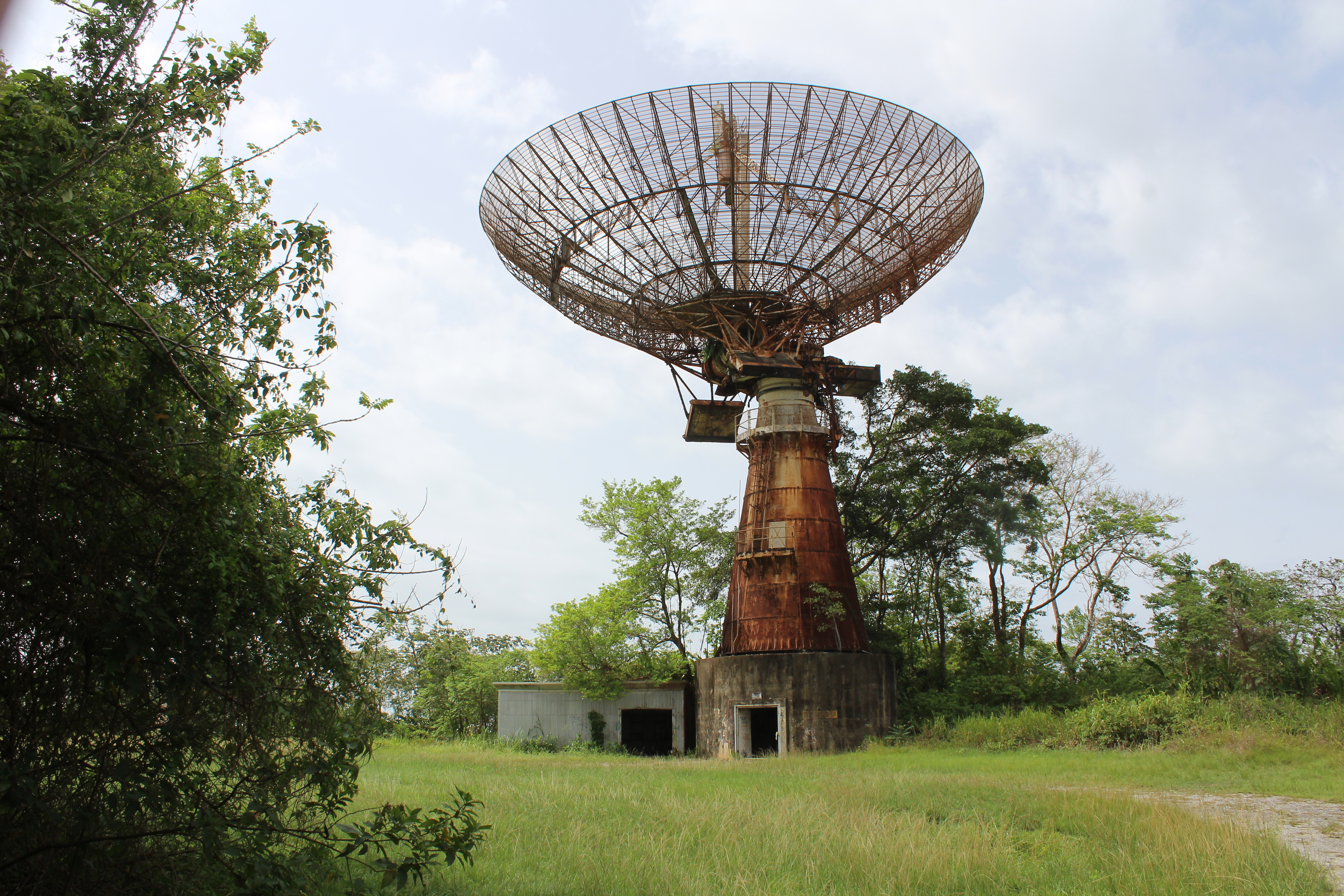
トリニダードにある元追跡ステーションアンテナ

## 起動統計
年ごと ：
- 2016年 ：23回の打ち上げ[3]
- 2017年 ：19回の打ち上げ -2回のハリケーン
- 2018年 ：34予定。  [更新が必要]
- 2019年 ：未定

計画では、2023年頃までに年間48回の打ち上げを行う予定です 。 